# ReganBooks
ReganBooks foi uma editora de livros americana e divisão da HarperCollins (propriedade da News Corporation), chefiada pelo editor e editor Judith Regan, fundada em 1994 e encerrada no final de 2006. Durante sua existência, Regan foi chamada, pela LA Weekly, de "a editora mais bem-sucedida do mundo". A divisão supostamente ganhava 120 milhões de dólares por ano. A ReganBooks focava em celebridades e outros tópicos controversos, às vezes de tabloides recentes.

## História e publicações
Os títulos proeminentes do ReganBooks incluem How to Make Love Like a Porn Star, de Jenna Jameson, as biografias do general Tommy Franks, do lutador profissional Mick Foley e do radialista Howard Stern, três livros diferentes sobre o caso Scott Peterson e do comentarista político Sean Hannity. Embora pertencente à Rupert Murdoch, ReganBooks negou qualquer agenda política, publicando, por exemplo, livros que apoiam e criticam George W. Bush.
Em agosto de 2004, a ReganBooks tinha três livros na Lista de Best-Sellers do New York Times, incluindo as duas primeiras posições de não ficção e a maior taxa de lucro da HarperCollins.
Em 2005, a ReganBooks anunciou planos de mudar de Manhattan para Los Angeles, tornando-a uma das primeiras grandes editoras de livros a se mudar da costa leste para a oeste.

## Controvérsia e encerramento
Em novembro de 2006, a ReganBooks anunciou planos de publicar o livro de O. J. Simpson, If I Did It; a publicação foi posteriormente cancelada pelo presidente e CEO da News Corporation, Rupert Murdoch. Após a reportagem pública da Newsweek, "os dias livres de intrigas da Regan estão quase certamente terminados".
Em 15 de dezembro de 2006, Regan foi demitido da HarperCollins, supostamente por comentários antissemitas. Os funcionários da ReganBooks foram transferidos para o HarperCollins General Book Group. The New York Times informou que os escritórios da ReganBooks estavam fechados e "um atordoado Regan foi confrontado por seguranças que chegaram com caixas e ordenaram que ela fosse embora". Regan processou a News Corporation em cem milhões de dólares por difamação devido à acusação antissemitismo, afirmando que foi "completamente armada"; em janeiro de 2008, a News Corporation encerrou a ação e declarou publicamente: "Depois de considerar cuidadosamente o assunto, aceitamos a posição de Regan de que ele não disse nada de natureza antissemita e acreditamos ainda que Regan não é antissemítico".

## Livros publicados
- Bodansky, Yossef. The Secret History of the Iraq War. (ReganBooks, 2005) ISBN 0-06-073680-1
- Boortz, Neal; Linder, John. The FairTax Book. (ReganBooks, 2005) ISBN 978-0-06-087541-1
- Bork, Robert H. Slouching Towards Gomorrah: Modern Liberalism and American Decline. (ReganBooks, 1996) ISBN 0-06-039163-4.
- Canseco, Jose. Juiced: Wild Times, Rampant 'Roids, Smash Hits, and How Baseball Got Big. (ReganBooks, 2005) ISBN 0-06-074640-8
- Dickinson, Janice. No Lifeguard on Duty: The Accidental Life of the World's First Supermodel. (ReganBooks, 2002) ISBN 0-06-000946-2
- Dux, Frank. The Secret Man: An American Warrior's Uncensored Story. (ReganBooks, 1996) ISBN 0-06-039152-9
- Foley, Mick. Foley Is Good: And the Real World Is Faker than Wrestling. (ReganBooks, 2002) ISBN 0-06-103241-7
- Gibson, John. Hating America: The New World Sport. (ReganBooks, 2005) ISBN 0-06-076051-6
- Hannity, Sean. Deliver Us From Evil: Defeating Terrorism, Despotism, and Liberalism (ReganBooks, 2004) ISBN 0-06-058251-0
- Hannity, Sean. Let Freedom Ring: Winning the War of Liberty over Liberalism (ReganBooks, 2002) ISBN 0-06-051455-8
- Feldschuh, Michael. The September 11 Photo Project. (ReganBooks, 2002) ISBN 0-06-050866-3
- Jameson, Jenna. How to Make Love Like a Porn Star: A Cautionary Tale. (ReganBooks, 2004) ISBN 0-06-053909-7
- Maguire, Gregory. Wicked: The Life and Times of the Wicked Witch of the West. (ReganBooks, 1995) ISBN 0-06-039144-8
- Payne, Patricia. Sex Tips from a Dominatrix. (ReganBooks, 1999) ISBN 0-06-039287-8
- Simpson, O.J. If I Did It. (Cancelado em novembro de 2006)
- Thompson, Paul. The Terror Timeline. (ReganBooks, 2004) ISBN 0-06-078338-9
- Taormino, Tristan. Down and Dirty Sex Secrets. (ReganBooks, 2003) ISBN 0-06-098892-4